# Музикален трион
Музикален трион в музиката е музикален перкусионен инструмент със специфичен звук от групата на идиофоните. Представлява стоманен лист с формата на истински назъбен трион. Звукоизвличането става посредством триене с лък (на контрабас).